# Geoffrey Hodson
Geoffrey Hodson (Lincolnshire, 12 marzo 1886 – Auckland, 23 gennaio 1983) è stato un teosofo, esoterista e scrittore britannico naturalizzato neozelandese, sacerdote della Chiesa Cattolica Liberale.

## Biografia
Nato in una famiglia di agricoltori e proprietari terrieri, primogenito di cinque figli, fu educato alla Grammar School di Bishop's Stortford nell'Hertfordshire, ma una crisi della situazione finanziaria familiare lo costrinse a quindici anni a lasciare gli studi per occuparsi degli affari di famiglia.
Hodson riferisce di aver avuto le sue prime esperienze chiaroveggenti all'età di cinque o sei anni. Cresciuto nella religione cristiana anglicana, superati i vent'anni iniziò un cammino personale alla ricerca di un significato più profondo dei testi biblici. Ben presto entrò in contatto con la sede della Società Teosofica di Manchester e con la sua principale esponente di quegli anni, Annie Besant.
Allo scoppio della prima guerra mondiale si arruolò nel 1914 come ufficiale nell'esercito britannico, dove prese parte ad un'importante e difficile missione di incursione nelle linee nemiche alla guida di un carro armato, che era a quel tempo ancora un'arma segreta. Per il successo ottenuto il suo nome venne proposto per la premiazione con la Croce Militare, che invece sarà assegnata al suo comandante di compagnia sebbene questi non fosse rimasto coinvolto nell'azione. Del periodo della guerra Hodson dirà in seguito che i suoi poteri chiaroveggenti furono fortemente inibiti per quasi tutta la durata del conflitto.
Nel 1919, dopo la smobilitazione, Hodson tornò alle sue regolari meditazioni e attività teosofiche, stupendosi di riuscire a recuperare in breve tempo i suoi poteri. Cominciò intanto a lavorare all'interno dell'organizzazione cristiana YMCA offrendo assistenza a ragazzi disagiati. Nel marzo dello stesso anno si sposò con Jane Carter, incontrata in precedenza durante il suo addestramento militare a Kendal nel Westmorland, stabilendosi con lei a Preston nel Lancashire. Qui, girando per le campagne, si dedicò a divulgare le sue visioni degli esseri e degli spiriti elementali di quelle terre che affermava di percepire grazie alle sue ritrovate capacità sensitive. Molti dei suoi libri, in particolare Fairies at Work and Play, e The Fairy Kingdom, conterranno i frutti di questa ricerca, durante la quale fu anche coinvolto nella vicenda giornalistica delle fate di Cottingley.

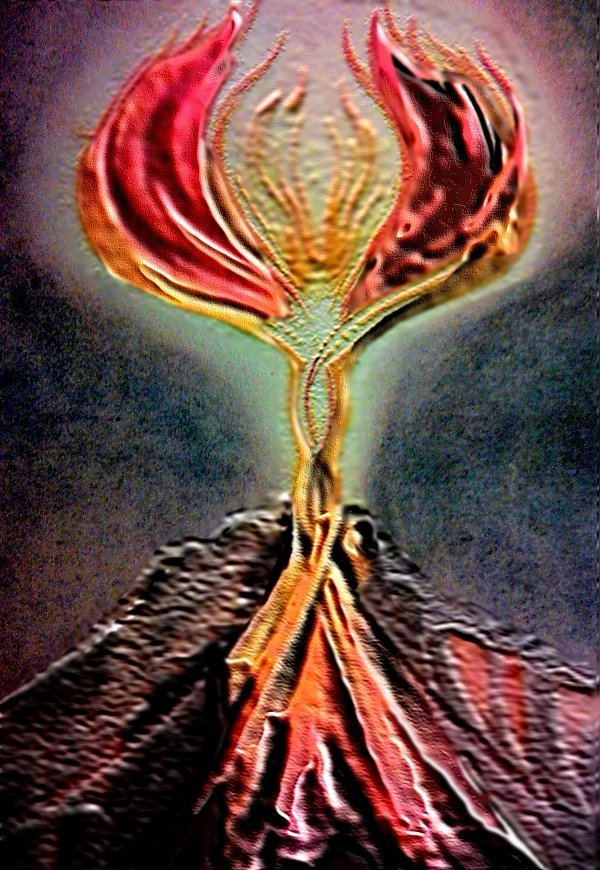
Una delle illustrazioni del Regno degli Dei (1952), che raffigura il Deva di Table Mountain in Sudafrica secondo le indicazioni di Hodson

Nel 1924 fu invitato a partecipare ad alcuni esperimenti di chimica occulta, come già avevano fatto Annie Besant e Charles Webster Leadbeater. Del 1927 è uno dei suoi libri di maggior successo sugli insegnamenti angelici, The Brotherhood of Angels and of Men (La Fratellanza degli angeli e degli uomini), che conteneva anche una prefazione di Annie Besant, allora presidente della Società Teosofica.
Compì in seguito una serie di viaggi dagli Stati Uniti all'Indocina, impegnato in ricerche e conferenze sull'archeologia maya e azteca, su elementi di antropologia, geologia, psicologia, fisica e astronomia, in particolare sui legami esoterici tra suoni, colori e forme. Nel 1937 a Città del Capo in Sudafrica soggiornò presso i coniugi Quaglie ed Ethelwynne dando indicazioni alla loro figlia, artista e pittrice, di disegnare le illustrazioni per il suo libro The Kingdom of the Gods (Il regno degli Dei) che avrebbe visto la pubblicazione nel 1952.
Si recò quindi in Australia per raggiungere sua moglie che dal 1929 si era ammalata di sclerosi multipla; alla sua morte nel 1962, Sandra Chase che l'aveva assistita nelle sue paralisi, diverrà la nuova moglie di Hodson. Dal 1953 al 1955 aveva intanto diretto la «Scuola della Saggezza» presso la sede internazionale della Società Teosofica di Adyar nel Madras, in India, mentre nel 1954 fu insignito della medaglia Subba Row per i suoi contributi alla letteratura teosofica. Trasferitosi in Nuova Zelanda, nel dicembre del 1956 collaborò con David Lyness in una serie di indagini chiaroveggenti sull'atomo.
Continuò ancora a scrivere e rilasciare diversi libri, discorsi radiofonici e numerosi articoli di riviste incentrate sul lato più occulto e spirituale del cristianesimo, andando alla ricerca costante di una compenetrazione tra teosofia e fede cristiana. Tenne la sua ultima lezione il 4 maggio 1982 nella sede teosofica di Auckland, all'età di 96 anni; morì l'anno seguente in Nuova Zelanda.

## Pubblicazioni
- Fairies at Work and at Play, 1925
- The Fairy Kingdom, 1927
- The Science of Seership, 1927

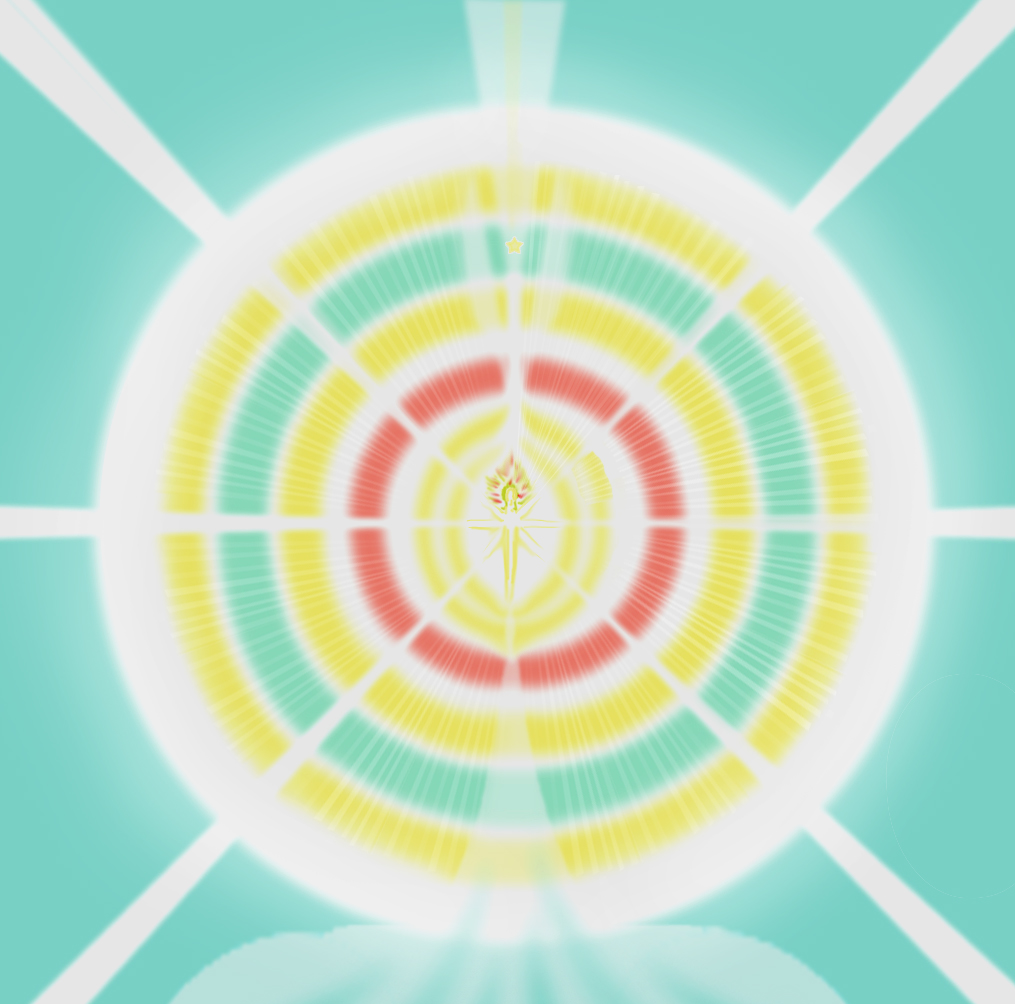
Anatomia dei corpi aurici dell'Angelo patrono di Borobudur, raffigurati secondo le indicazioni di Hodson con numerosi cerchi concentrici e fasci di luce radiante, nel suo libro Il Regno degli Dei (1952)

- The Brotherhood of Angels and of Men, 1927
- First Steps on the Path, 1928
- The Angelic Hosts, 1928
- Be Ye Perfect, 1928
- Angels and the New Race, 1929
- American Lectures, 1929
- Thus Have I Heard, 1929
- The Miracle of Birth, 1929
- The Inner Side of Church Worship, 1930
- An Occult View of Health and Disease, 1930
- New Light on the Problem of Disease, 1930
- Some Experiments in Four Dimensional Vision, 1933
- The Coming of the Angels, 1935
- Destiny, 1936
- The Seven Human Temperaments, 1952
- Man, the Triune God, 1952
- Kingdom of the Gods, 1952
- Through the Gateway of Death: A Message to the Bereaved, 1953
- Theosophy Answers Some Problems of Life, 1953
- Pathway to Perfection, 1954
- Occult Powers in Nature and in Man, 1955
- Lecture Notes: The School of the Wisdom, 1955
- Vital Questions Answered, 1959
- The Soul's Awakening: Talks on Occultism and the Occult Life, 1963
- Hidden Wisdom in the Holy Bible, 1963–1980
- Man's Supersensory and Spiritual Powers, 1964
- Reincarnation, Fact or Fallacy?, 1967
- Meditations on the Occult Life, 1968
- The Supreme Splendour, 1967
- The Priestly Ideal, 1971
- The Call to the Heights: Guidance on the Pathway to Self-Illumination, 1975
- Christ Life from Nativity to Ascension, 1975
- Music Forms: Superphysical Effects of Music Clairvoyantly Observed, 1976
- At the Sign of the Square and Compass, 1976
- Clairvoyant Investigations of Christian Origins, 1977
- Basic Theosophy: The Living Wisdom (condensed from Lecture Notes), 1981
- The Concealed Wisdom in World Mythology, 1983
- Clairvoyant Investigations, 1984
- The Occult Philosophy Concealed within Freemasonry, 1985

### Edizioni in italiano
- Il Regno degli Dei, Torino, Bresci, 1984
- Il Miracolo della Nascita. Uno studio chiaroveggente dell'embrione umano, Età dell'Aquario Edizioni, 1993
- Fratellanza di angeli e uomini, Età dell'Aquario Edizioni, 2002
- I Sette temperamenti Umani. La via teosofica alla comprensione dell'uomo, Età dell'Aquario Edizioni, 2007